# بایان-آگت
بایان-آگت (به لاتین: Bayan-Agt) یک منطقهٔ مسکونی در مغولستان است که در استان بولگن واقع شده‌است.